# فوجیوارا نو کینشی (۱۳۵۲-۱۲۸۳ میلادی)
فوجیوارا نو کینشی (به ژاپنی: 藤原（徳大寺）忻子 Fujiwara no Kinshi)؛ 1283 – ۱۶ فوریهٔ ۱۳۵۲) کوگو همسر امپراتور گو-نیجو اهل ژاپن بود. او دختر وزیر داخلی/ نایدایجین توکودایجی کینتاکا بود. از این ازدواج هیچ فرزندی حاصل نشد.